# Malcolm Arnold
Sir Malcolm Henry Arnold (ur. 21 października 1921 w Northampton, zm. 23 września 2006 w Norwich) – brytyjski kompozytor, twórca muzyki filmowej.
Jego bogaty dorobek obejmuje liczne utwory orkiestrowe, kameralne, wokalne i baletowe. Twórca oper, m.in. Dancing Master (1951), i muzyki do ponad 80 filmów. W 1957 r. otrzymał Oscara za muzykę do filmu Most na rzece Kwai.
Komandor Orderu Imperium Brytyjskiego (1970). W 1992 roku otrzymał tytuł szlachecki.